# Толочин
Толочи́н (біл. Талачы́н) — місто в Вітебській області Білорусі. Адміністративний центр Толочицького району.
Населення міста становить 10,3 тис. осіб (2006).
Автобусна станція зв'язує місто з Мінськом та Вітебськом, на околиці знаходиться залізнична станція.

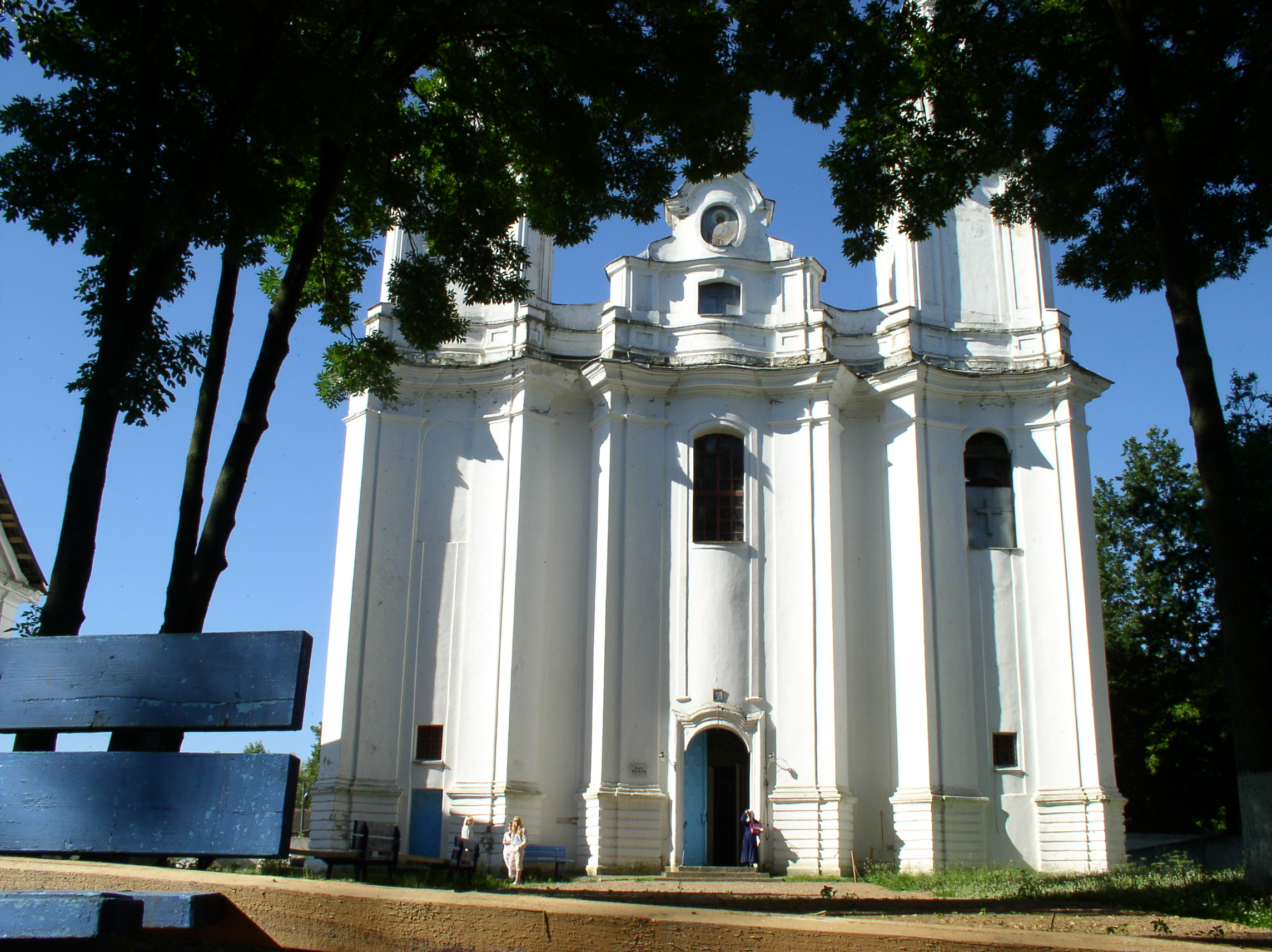
Церква Покрови Пресвятої Богородиці

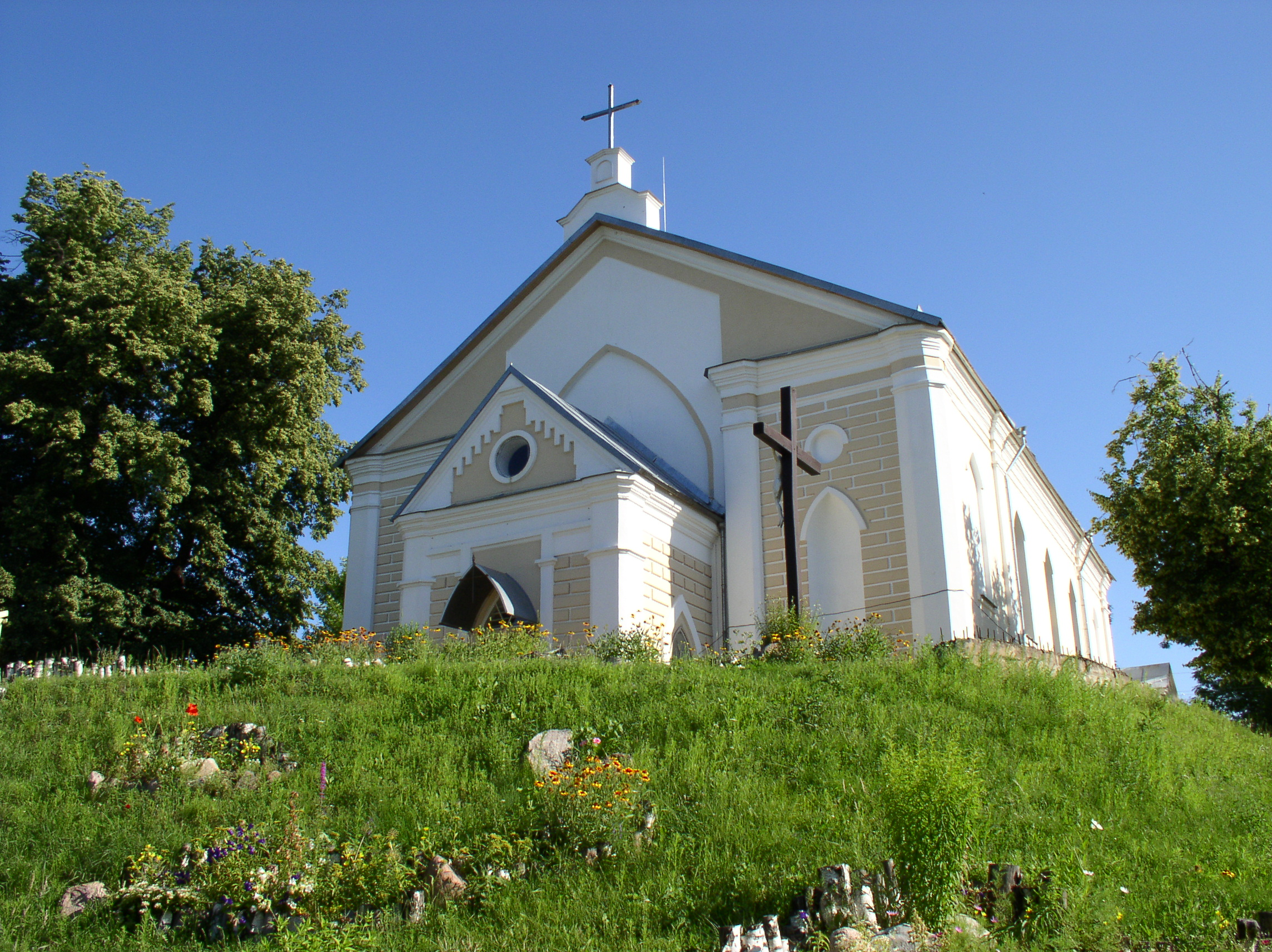
Костел Святого Антонія

## Історія
Вперше місто згадується 1433 року. Входив спочатку до складу Друцького князівства, з XVI століття — до Оршанського повіту. З 1924 року — центр Толочинського району Оршанського округу, з 1938 року — Вітебської області. В околицях міста влітку 1941 року проходили запеклі бої між 2-ю танковою групою генерала Гудеріана та 1-ю Московською мотострілецькою дивізією Крейзера. Статус смт отримав 1938 року, з 22 липня 1955 року — місто.

## Видатні місця
- Комплекс Василіянського монастиря (XVIII)
- Католицький костел Святого Антонія, збудований на честь перемоги Росії у війні проти Наполеона 1812 року

## Персоналії
- Ірвінг Берлін (1888-1989) — американський композитор.

| Білорусь | Це незавершена стаття з географії Білорусі. Ви можете допомогти проєкту, виправивши або дописавши її. |